# VA-11 HALL-A
VA-11 HALL-A: Cyberpunk Bartender Action (también escrito a veces como Valhalla) es un videojuego de simulación independiente de bartender con elementos visuales novedosos, desarrollado por el estudio venezolano Sukeban Games y publicado por Ysbryd Games. El juego se lanzó inicialmente para Microsoft Windows, OS X y Linux el 21 de junio de 2016, y los ports se lanzaron más tarde para PlayStation Vita, PlayStation 4 y Nintendo Switch, el port de PlayStation Vita fue desarrollado por Wolfgame y publicado por Limited Run Games. El juego pone al jugador en el rol de cantinero en el homónimo VA-11 HALL-A, un pequeño bar en un centro distópico que se dice que atrae a las personas "más fascinantes". La jugabilidad consiste en que los jugadores preparen y sirvan bebidas a los asistentes al bar mientras escuchan sus historias y experiencias.
VA-11 HALL-A es un juego no lineal, y la trama del juego está influenciada por las bebidas que hace el jugador y cómo reaccionan los clientes a ellas. No hay opciones de diálogo en el juego, y hacer diferentes bebidas es la única forma de influir en la dirección de la historia. VA-11 HALL-A presenta un elenco diverso de personajes que han sido descritos como "no héroes promedio", y los desarrolladores señalan cómo se basaron en personajes secundarios que nunca se desarrollaron realmente en las películas. Con el tiempo, el jugador comienza a conocer a los personajes lo suficientemente bien como para inferir qué bebidas quieren, lo que resulta en una experiencia íntima.
VA-11 HALL-A se desarrolló originalmente para el Cyberpunk Game Jam de 2014; sin embargo, a Sukeban Games le gustó tanto el concepto que eventualmente lo convirtieron en un juego completo. Este prototipo original se puede descargar de forma gratuita en el sitio web oficial del juego, y los jugadores que preordenaron obtuvieron acceso a un prólogo jugable pero separado. El juego presenta un aspecto retro-futurista basado en medios ciberpunk, juegos de PC-98 y visuales inspirados en el anime , y la escritura se basó en las propias experiencias de los desarrolladores de vivir en un país más pobre. La fecha de lanzamiento planificada original de diciembre de 2014 se retrasó varias veces debido a retrasos, incluso cuando los desarrolladores cambiaron el motor del juego. VA-11 HALL-A obtuvo la aclamación crítica previa al lanzamiento, y la recepción posterior al lanzamiento fue en su mayoría favorable, con una recepción positiva dirigida a su premisa, elenco de personajes, escritura y música. Sin embargo, algunos críticos percibieron el diálogo del juego como incómodo y la jugabilidad como repetitiva. Una secuela, N1RV Ann-A , está programada para un lanzamiento en 2020.

## Jugabilidad

### Resumen
VA-11 HALL-A ha sido descrito por su desarrollador, Sukeban Games, como un juego de "acción de camarero cyberpunk ", y TouchArcade lo ha descrito como un "simulador de barman que se encuentra con una novela visual en algún lugar de una distopía ciberpunk". En el juego, el jugador asume el papel de barman en "VA-11 HALL-A" (pronunciado Valhalla ), un pequeño bar de buceo en un centro distópico que atrae a la clientela "más fascinante". Ambientado en el año 207X, según el sitio web oficial del juego, VA-11 HALL-Ase describe como "una bebida alcohólica sobre waifus , tecnología y vida post-distopía", en un mundo donde "las corporaciones reinan supremamente, toda la vida humana está infectada con nanomáquinas diseñadas para oprimirlas, y los terroríficos Caballeros Blancos aseguran que todos obedecen las leyes". La corrupción y la escasez de alimentos "corren desenfrenadamente" en Glitch City, la ciudad donde se encuentra el bar del mismo nombre.
En el bar, la interacción del jugador con el juego se centra en preparar bebidas según las instrucciones dadas y luego servirlas a los personajes. Sin embargo, la experiencia del juego es principalmente narrativa e impulsada por el diálogo, ya que cuando el jugador sirve a los personajes, también escucha sus historias y experiencias. El juego también incluye escenas fuera del bar, como en la casa de Jill donde los jugadores pueden tener conversaciones de texto y usar aplicaciones en su teléfono. Los jugadores también pueden visitar tiendas y comprar artículos usando el dinero que ganan mientras trabajan en el bar para decorar la casa de Jill, así como para pagar el alquiler. Mantener a Jill feliz en casa la ayuda a mantenerse más concentrada en el trabajo, así como a estar más en sintonía con las sugerencias de cócteles. Los jugadores averiguar acerca VA-11-A HALL ' mundo s a través de los clientes del bar y una selección de los informes de noticias en su computadora de la tableta en el juego al comienzo de cada día. Al comienzo de cada día de trabajo, el jugador crea su propia lista de reproducción de música para el juego en la máquina de discos del bar.

### Bartending
No hay límite de tiempo para crear bebidas. Si un jugador comete un error al crear una bebida, puede restablecer el orden y comenzar de nuevo; por lo tanto, no hay tensión real en el juego. Hacer bebidas impecables le da al jugador más dinero a través de consejos. Para crear una bebida, hay cinco ingredientes diferentes que el jugador puede mezclar:
- Adelhyde (un sabor dulce)[2]
- Extracto de Bronson (un sabor audaz)[2]
- Delta en polvo (un ex veneno para ratas)[2]
- Flanergide (una patada picante)[2]
- Karmotrine (hace una bebida alcohólica)[2]

Aunque los ingredientes son ficticios, mezclarlos también crea cócteles no ficticios, como Piledriver o Blue Fairy. Para agregar variedad adicional, los clientes en el bar pueden solicitar una bebida individual, múltiple o grande; Estas bebidas se pueden servir envejecidas o con hielo. Los jugadores también deben prestar atención para inferir lo que los clientes realmente quieren, que puede ser diferente de lo que ordenan. Por ejemplo, un personaje puede sentirse deprimido y pedir una bebida dulce, aunque el jugador, en cambio, les da una inyección de alcohol para ayudarlos a olvidar sus problemas tendría un mejor efecto. Alternativamente, el jugador puede hacer feliz a un personaje hablando con ellos en lugar de dejar que se alimenten de su alcoholismo. En varios puntos, el jugador también puede modificar la bebida del cliente, como agregar Karmotrine a un cóctel que anteriormente no era alcohólico. De esta manera, el jugador crea nuevos escenarios a medida que avanza en el juego.
Se pueden agregar ingredientes opcionales a la bebida, con su uso alterando cuánto se emborracha el bebedor. No hay opciones de diálogo en VA-11 HALL-A , y la única interactividad es hacer las bebidas solicitadas por los clientes. La mayoría de las veces, los clientes le dicen al jugador exactamente lo que quieren, aunque algunos pueden ser más crípticos, por ejemplo, pidiendo un cierto sabor. Como tal, VA-11 HALL-A contiene un juego no lineal en forma de historias ramificadas, aunque no depende de las elecciones tradicionales sino de las bebidas que prepara el jugador. También existe un libro de recetas donde se pueden consultar las recetas de todas las bebidas que se pueden hacer. Sukeban Games dice que esperan que el libro, que era una característica solicitada en el prólogo del juego, hiciera que el servicio de barman "se sintiera más orgánico", además de permitir a los jugadores experimentar.
Mientras los personajes beben, también conversan con el jugador. Dependiendo de qué tan bien el jugador pueda recordar recetas de bebidas y crear bebidas según las preferencias de la clientela, tales conversaciones cambian, así como la trama general, que es relativa a la competencia general del jugador. El diseñador Christopher Ortiz señaló que las mecánicas de bartending en VA-11 HALL-A fueron creadas para deliberadamente "provocar a la mente del jugador para que haga cosas fuera de la caja", en lugar de "jugar [ing] a través de [él] como un máquina, siempre sirviendo lo que el cliente quiere [s] y nunca cuestionando lo que está haciendo ". Las opciones tradicionales de diálogo visual que el jugador podría elegir, sin embargo, fueron evitados deliberadamente ya que interferían con la sutileza del juego.

### Personajes
Gran parte de los detalles de VA-11-A HALL ' mundo s no se les dice directamente al jugador, sino que infiere a través de la interacción con los personajes. Esto es para que el mundo se introduzca de una "manera humanamente legible" y también de forma más natural, con cada personaje aportando sus propias perspectivas, "proporcionando detalles que son lo suficientemente aleatorios u oscuros como para pintar una imagen creíble". Los personajes tienen sus propias rutas de historias personales en el juego. El personaje jugador del juego es Jill (anteriormente llamado Gillian durante el desarrollo), el barman en el bar de buceo homónimo VA-11 HALL-A en Glitch City. Jill es una joven camarera que eligió renunciar a una oferta para trabajar en un instituto de investigación , en lugar de encontrarse mejor adaptada al "campo de la alquimia " en la mezcla de bebidas para clientes en un bar de buceo. El juego facilita al jugador su juego al dejar que Jill practique hacer bebidas todas las mañanas antes de ir a trabajar. El juego contiene un "elenco colorido" de clientes habituales en el bar, que incluye "robots que trabajan con el sexo, asesinos, detectives privados y estrellas del pop", con la forma en que el jugador les sirve teniendo "efectos sutiles pero importantes en sus vidas".
- Alma, descrita como un " Pastel de Navidad " por el desarrollador Ortiz, es una mujer hacker[15] que está llena de "todo tipo de historias" sobre "malas relaciones y cómo perseguir tus sueños puede dañar a los que amas".[16]
- Dorothy, una trabajadora sexual androide . Ortiz, un "personaje extraño", describió el "rango de reacciones que la gente obtiene de ella" como divertido, ya que a algunos no les gustaba mucho mientras que otros alababan su caracterización en el prototipo del juego.[16]
- Ingram McDougal, el "tipo de hombre al que le gusta quejarse simplemente por el simple hecho de hacerlo".[12]
- Donovan D. Dawson, editor jefe y director del destacado sitio de noticias "The Augmented Eye". Es directo, bastante exigente y un tipo que sabe lo que quiere.[12]
- Streaming-chan, una mujer que se transmite las 24 horas del día, los 7 días de la semana, incluidos sus momentos íntimos.[12]

Otros personajes del juego incluyen a Kim, una chica neurótica que se encuentra desmayada afuera del bar una noche; Stella, una gata ; Sei, uno de los pocos Caballeros Blancos de corazón puro y no corruptos encargados de proteger Glitch City; * Kira * Miki, una cantante idol de Android ; así como Deal y Betty, un androide y un veterinario respectivamente, que trabajan en una compañía cuya mayoría de los empleados son " perros corgi , equipados con cajas de voz". Pete Davison de MoeGamer notó cómo algunos personajes del juego ridiculizan o parodian temas de la vida real. Por ejemplo, los corgis tienen prejuicios, tendencias "incluso racistas", con los "desacuerdos entre las diferentes razas de corgis que trabajan en la compañía, y un resentimiento aparente entre algunos de los corgis y lo que ven como otros tipos de perros que intentan tomar". sus trabajos lejos de ellos "reflejan la discriminación de la vida real entre humanos; Betty, mientras tanto, tiene un resentimiento irracional e ilógico de la mejora humana. Davison elogió estas caracterizaciones por poner al descubierto la "pura ridiculez del prejuicio irracional". Hay al menos siete finales diferentes en VA-11 HALL-A dependiendo de qué tan bien el jugador conozca a los personajes. Para obtener estos finales especiales para ciertos personajes, el jugador debe obtener el orden correcto de ese personaje cada vez a lo largo de la historia del juego. Finalmente, el jugador llega a conocer un personaje lo suficientemente bien como para que entienda lo que desea beber en un momento exacto, lo que lleva a una "experiencia muy personal" entre el jugador y el personaje.

## Desarrollo

### Historia
VA-11 HALL-A fue desarrollado por juego indie desarrollador Subekan Games, e inicialmente lanzado para el Microsoft Windows, OS X, y Linux plataformas el 21 de junio de 2016. El port de PlayStation Vita fue desarrollado por el estudio Wolfgame, y publicado por Limited Run Games , una editorial especializada en versiones físicas de títulos solo digitales. El juego fue lanzado más tarde para PlayStation 4 y Nintendo Switch . Sukeban también está considerando una versión para iPhone del juego, aunque eso requeriría una interfaz cambiada. El juego fue diseñado y dibujado por Christopher Ortiz, programado y escrito por Fernando Damas, con música de Michael Kelly; El editor es Ysbryd Games. VA-11 HALL-A utiliza el motor GameMaker: Studio , ya que los desarrolladores consideraron que es adecuado para el "montón de efectos locos" del juego y también es fácil de transportar a otras plataformas. Sukeban Games también está abierto a colaboraciones y ha planeado próximos crossovers para VA-11 HALL-A. 
Un prólogo de VA-11 HALL-A fue desarrollado originalmente para el Cyberpunk Game Jam de 2014; sin embargo, a Sukeban le gustó tanto el juego que eventualmente lo convirtieron en un juego completo. Ortiz señaló que esto era porque los desarrolladores querían ver más personajes y expandirse en las historias del mundo que construyeron, así como también en busca de un "buen desafío en cuanto al diseño" que involucre al jugador. Posteriormente, los desarrolladores observaron retrospectivamente que el prólogo también ayudó a "medir el interés, obtener algo de dinero para financiar el desarrollo y [sirve como] una bonificación por preordenar todo al mismo tiempo". Este prototipo original del juego VA-11 HALL-Aestá disponible para descargar de forma gratuita en el sitio web oficial del juego. Además, una versión "redux" del prólogo también fue rediseñada más tarde, sirviendo como una actualización de contenido descargable gratis para el juego completo; fue lanzado en febrero de 2017. Una demostración del juego se podía jugar en PAX Prime 2015, así como en PAX East 2015, cuando también se mostró un avance. En la demostración, el jugador interactúa con "Streaming-chan", una mujer que constantemente transmite su vida en Internet. Tienen opciones limitadas; el jugador puede hacerla una bebida fuerte y luego extraer información personal de ella, o mezclarla con una bebida más débil para mantenerla en guardia. El juego también se exhibió en EGX Rezzed 2016.
El juego se anunció por primera vez en agosto de 2014 con un lanzamiento inicial de diciembre de 2014, aunque luego se retrasó varias veces, en parte debido a que los desarrolladores cambiaron el motor del juego a la mitad del desarrollo. Los jugadores que pre-ordenaron VA-11 HALL-A obtuvieron acceso a un prólogo jugable, que es independiente del juego principal.
Inicialmente, el juego solo se ofrecía en plataformas de escritorio, pero siguieron varios lanzamientos de consolas. El port de PlayStation Vita fue el primero en ser anunciado por Wolfgame en la Game Developers Conference 2015; donde también se mostró otro tráiler. Sukeban Games confirmó la fecha de lanzamiento final del 21 de junio de 2016 para las versiones de Windows, OS X y Linux a principios de junio de 2016, y el tráiler final del juego también se lanzó al mismo tiempo. Las páginas Steam y GOG.com del juego se lanzaron a mediados de junio, junto con un blog titulado The Augmented Eye , un sitio web de noticias ubicado dentroVA-11-A HALL ' mundo s ayuda a burlarse del juego y dio detalles sobre su premisa. Sukeban Games había expresado inicialmente su interés en transferir el juego a las plataformas Wii U y 3DS de Nintendo, pero finalmente lanzó el juego en PlayStation 4 y Nintendo Switch en mayo de 2019.

### Diseño

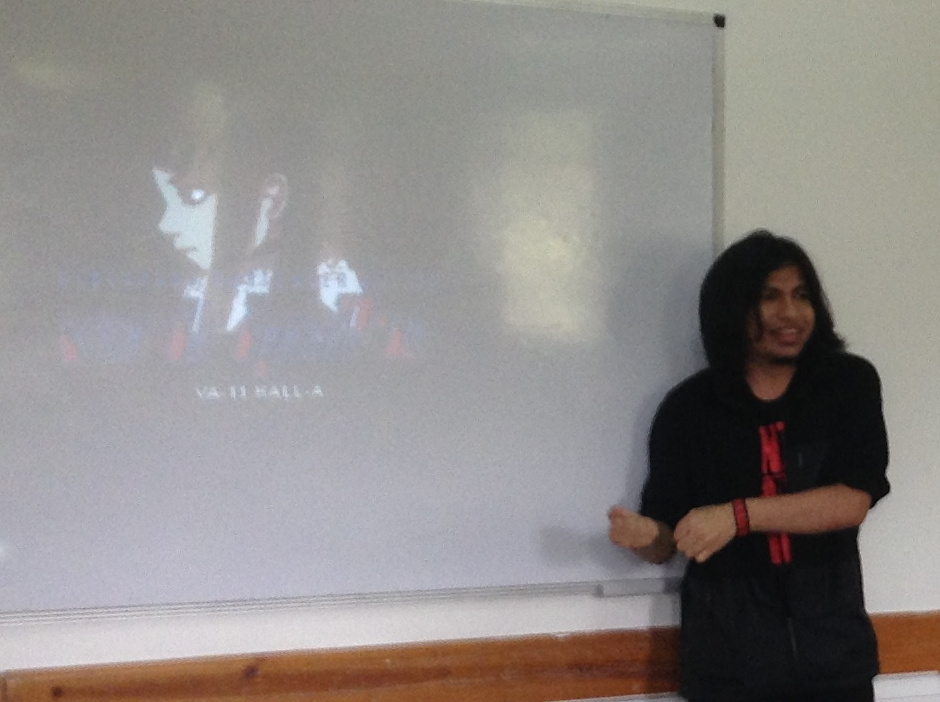
Christopher Ortiz en la Universidad Simón Bolívar en Caracas, 2018.

Ortiz dijo que Sukeban Games se fundó cuando él y Damas comenzaron un blog para escribir sobre anime y videojuegos. Eventualmente lograron hacer crecer una comunidad "pequeña pero impresionante", lo que los llevó a crear un simulador de citas cortas para el primer aniversario del blog. Después de disfrutar el proceso de creación de videojuegos, decidieron continuar siguiendo ese camino. La mayoría de las influencias para VA-11 HALL-A provienen de viejos juegos de PC-98 , porque son "retro" pero también "parecen futuristas"; especialmente X-Girl Cyber Punk Adventure, que sirvió como modelo para la estética del juego. Según Ortiz, en los años 70 y 90, "el mundo tenía la impresión de que Japón se haría cargo con su tecnología superior". Como tal, el juego se desarrolla en un universo paralelo donde Japón conquistó el mundo a través de la tecnología, lo que llevó a las fuertes influencias japonesas del juego. Blade Runner , Neuromancer , Ghost in the Shell y Bubblegum Crisis también fueron fuentes de inspiración. La influencia del anime también ha resultado en la protagonista femenina del juego y en su mayoría en la lista de personajes femeninos. Ortiz dice que enfocan sus juegos en los fanáticos del anime en lugar de en el atractivo general, ya que "cuanto mayor sea su audiencia, más problemas creativos tendrá. Demasiadas opiniones y es difícil ver una que realmente ayude a su proceso creativo". 
VA-11 HALL-A también está parcialmente inspirado en Snatcher y Policenauts. La música del juego tiene influencias de Vaporwave , así como influencias del trabajo de Kenji Kawai . Ortiz describió al compositor de VA-11 HALL-A , Michael Kelly, como "un gran fanático de Big Mega Mega Tensei ". Los desarrolladores del juego crecieron jugando juegos de PlayStation y Super Famicom , así como viendo anime; VA-11 HALL-A intenta "hacer que los jugadores sientan lo que sentimos al jugar nuestros títulos favoritos en ese entonces", dice Ortiz. Fernando Damas, escritor y programador de VA-11 HALL-A , agregó en una entrevista que el juego intenta hacer que el jugador se "sienta pequeño", y en lugar de guiarlo a través de los conceptos básicos de la trama, el jugador es arrojado al juego. en el medio de todo y solo con los medios para reconstruir lo que está sucediendo. También comentó cómo el juego se desarrolla en un "mundo en constante movimiento" donde las cosas no esperan a que el jugador suceda, con los personajes existiendo mucho antes de que el jugador los conozca y sus vidas sucedan principalmente fuera de la pantalla. Como tal, los desarrolladores esperaban crear un mundo en el que el jugador estuviera obligado, en lugar de obligado, a comprender. Los detalles del mundo no se dan directamente al jugador, sino que se revelan a través de intercambios íntimos y conversaciones con los personajes. Así, según Ortiz y Damas, VA-11 HALLA ' ajuste s, por lo tanto busca "humaniz [e] cyberpunk / ciencia ficción".
VA-11-A HALL ' desarrolladores s provienen de Venezuela. Como tal, según Ortiz, sus visiones de una escena de bares distópicos se basan en sus propias experiencias de vivir en un país del tercer mundo, lo que los lleva a crear un elenco de personajes que, en medio de una "sociedad deprimente", intenta seguir con sus vidas y ser lo más feliz posible con lo que ya tienen. La tenacidad frente a la dificultad se puede encontrar en cada personaje con el que el jugador interactúa en el juego, donde a pesar de que "cada uno sobrevive en diferentes grados de dificultad, describe sus problemas no con amargura sino con un trasfondo de perseverancia" y un cierto "ardiente deseo de ser feliz" a pesar de su entorno deteriorado. Damas describe los títulos de los Juegos de Sukeban como "dramas", o una fusión de drama y comedia, ya que sienten que es algo de lo que carece la industria del juego y "la risa en medio de la desesperación" resume sus experiencias de vivir en Venezuela.  Ortiz y Damas señalaron que, en comparación con estas experiencias de la vida real, como cuando un amigo tuvo que saltar de un techo a otro para escapar de las protestas en San Cristóbal , " VA-11 HALL-A es un poco manso en comparación ". Dos aplicaciones en el juego, el tablero de texto "peligro / u /"y el sitio de noticias "Ojo Aumentado", refleja gran parte de los problemas de Venezuela en el mundo del juego. Damas explicó cómo deseaban crear un "tipo de distopía más optimista", donde el jugador es simplemente "una persona normal que vive en un futuro interesante". Además, dado que VA-11 HALL-A se trata principalmente de la interacción con los personajes, el objetivo del juego no es salvar el mundo, sino ser parte de él.

### Desarrollo de personajes
Según los desarrolladores del juego, hacen un esfuerzo para crear y explorar completamente a sus personajes antes de colocarlos en el juego. Después de pensar en un "rasgo u ocupación genial" del personaje, se hace su perfil detallado, "que abarca desde imaginar su vida familiar hasta sus hábitos de sueño y qué tipo de ingredientes para pizza prefieren". Aunque el 70% de estos rasgos no se mencionan en el juego, que permiten a los desarrolladores crear una imagen mental del personaje que ayuda a la hora de escribir sobre ellos, dice VA-11-A HALL ' programador s, Fernando Damas. Antes de agregar profundidad individual, los desarrolladores buscaron crear primero una "base", que constara de un rasgo fácilmente identificable, para que cada personaje redujera la redundancia y los mantuviera únicos.Por ejemplo, "Alma comenzó originalmente como 'Christmas Cake', Stella comenzó como 'Ojou-sama' (un joven personaje de anime de clase alta ) y Betty como 'Grumpy Granola Girl'". "La no conformidad" en comparación con los arquetipos tradicionales fue un factor importante en la forma en que Sukeban Games diseñó sus personajes, para ser complejos y "no definidos de una manera". Se evitaron los tropos ; Por ejemplo, Dorothy, una trabajadora sexual androide, es retratada con "un tipo único de independencia" en lugar de "un personaje nervioso para hacer que las cosas se sientan más 'maduras ' ", como es el caso con la mayoría de los otros personajes de trabajadoras sexuales, según Ortiz.
TouchArcade señaló que VA-11 HALL-A también tiene un lado más "salaz", debido a la presencia de interacciones de personajes sexualmente sugerentes que estaban presentes en la demostración del juego. En una entrevista entre Ortiz y Siliconera , Ortiz dijo que el juego también tiene elementos " waifu ", inspirados en el " otaku clásico que se une fuertemente a un personaje"; los desarrolladores buscaron recrear estas relaciones a través de la caracterización y no tanto a través de la apariencia, aunque hay "una buena cantidad de gente hermosa". En otra entrevista entre Christopher Oritz y Kill Screen, Ortiz comentó cómo "este juego se trata de explorar qué pasa con los personajes que siempre ves en segundo plano que nunca se desarrollan [en películas]", y debido a esto, los personajes fueron diseñados para ser no héroes promedio; Ortiz describió a Jill, por ejemplo, como el cliché "cantinero que siempre está allí en el fondo" en lugar de un "héroe" que siempre está en "el centro del universo", con todos los demás con un papel secundario." Agregando que "puedes verlo ya desde la premisa: [el jugador] no es un héroe, sino el cantinero", Ortiz explica además que todos los personajes del juego, desde "la [ciencia ficción] son básicos como mercenarios y piratas informáticos" hasta "gente común como veterinarios, periodistas o correos", fueron hechos deliberadamente para ser "personas cotidianas, cada una con su opinión y sus vidas", haciéndolos identificables con el jugador a pesar del entorno futurista. Para ayudar con esta relación, muchos de los personajes y subtramas en VA-11 HALL-A se basaron en las experiencias de los propios desarrolladores o personas que conocen, ya que "Queremos que los personajes se sientan lo más real posible, y ¿Qué mejor referencia para las cosas reales que la realidad misma?
Además, a través de sus personajes, VA-11 HALL-A desafía los puntos de vista tradicionales sobre el afecto, las relaciones y las amistades en los videojuegos, escribe Ana Valens de Den of Geek. Como tal, el elenco del juego "es abierto, honesto y cariñoso el uno con el otro", por necesidad de sobrevivir y sobrevivir en un mundo distópico. Ortiz y Damas intentaron infundir alegorías políticas y comentarios sociales en los personajes y sus historias sin sobrecargar o apartar la atención de la trama principal. Señalaron que, en la mayoría de los videojuegos, "parece que el afecto es algo que debe ganarse desde cero o algo que debe justificarse de alguna manera", además de ser "subestimado y considerado innecesario en algunos casos". Para evitar que el jugador se sintiera de esta manera en VA-11 HALL-A , Sukeban Games hizo la amistad entre Jill y los otros personajes "[algo que ha llegado a ser", en lugar de algo que debe ganarse.

## Recepción

### Lanzamiento
VA-11 HALL-A ha recibido una recepción previa al lanzamiento muy positiva. Carter Dotson de TouchArcade descubrió que VA-11 HALL-A es "algo extraño" y "ciertamente algo único", y escribió que "no estoy completamente seguro de qué hacer con él, y estoy interesado en ver cómo funciona cuando se completa. Después de todo, un juego basado en historias vive y muere por la calidad de dicha historia ". Lo comparó con Su historia como algo que podría "probar ser muy [...] genial". Este sentimiento fue repetido por Kyle LeClair de Hardcore Gamer , escribiendo que " VA-11 Hall-A seguro que se ve muy bien y tiene un gancho único, así que nos aseguraremos de tratar de mojar nuestros silbatos cuando salga en la PC". Graham Smith de Rock, Paper, Shotgun afirmó que aunque" VA-11 Hall-A, cuya puntuación que ya molesta tener que escribir, está bordeando con géneros que no se preocupan por: novelas visuales estilo anime", encontró VA-11-a HALL ' trama al estilo de ramificación s estar más interesante que una novela visual promedio "lineal y relativamente poco interactiva". Rock, Paper, Shotgun también eligió VA-11 HALL-A como uno de los mejores juegos mostrados en EGX Rezzed 2016.
Zack Reese de RPG Site tuvo un "gran momento" con el prólogo del juego, criticando que "había muchos toques geniales aquí, ya sea los retratos de personajes inspirados en el anime, la banda sonora adecuada que es agradable de escuchar incluso fuera de contexto, o simplemente obteniendo una mirada permanente del paisaje urbano ", aunque estaba" especialmente fascinado "por el" elenco de personajes muy intrigante". Después de VA-11-A HALL ' anuncio s, Brandon Orselli- de nicho Gamer expresaron optimismo, escribiendo "Soy un gran fan de la ficción cyberpunk, y siento que el género se descuida gravemente si no es manejado mal en la industria del juego. El equipo de Sukeban Games parece que realmente están prestando mucha atención a todo lo que ponen dentro de la ficción de su juego, y brilla incluso en esta forma temprana". Steven Hansen de Destructoid , al comentar sobre VA-11 HALL-A , descubrió que" los juegos no siempre tiene que ser bombastic save-the-world-em-ups ", y también el juego "debería ser el mejor simulador de bartender inspirado en el anime del año. Y no lo digo a la ligera ". También agregó que fue" vendido "y comparó el juego con Catherine. Salvador GRodiles de Japanator bromeó diciendo que esperaba la" cita gloriosa "y el" día especial y alegre ". eso es VA-11 HALL-A ' s fecha de lanzamiento.
Phil Savage, de PC Gamer , elogió las interacciones entre los personajes del juego y señaló que "es a través de estas breves y descuidadas conversaciones que el simulador de barman cyberpunk desarrolla lentamente su historia, no de un mundo distópico, sino de las personas que viven en él". Al revisar el avance del prólogo del juego, agregó que "es un concepto interesante y bien ejecutado en lo que es, en esta etapa, una capacidad algo limitada". Julian Benson de Kotaku escribió que " Valhalla es un cóctel de géneros de juegos. Se basa en novelas visuales, y cada cliente que visita su bar tiene una historia diferente que contar. Hay una buena cantidad de documentos, por favor, también, teniendo que realizar un trabajo mundano (mezcla de bebidas) siguiendo una complicada lista de tareas. [...] Y, además de eso, también puedes administrar y decorar tu barra, por lo que hay una pizca de Animal Crossing para darle sabor ". También bromeó que" año tras año, nada parece frenar el ritmo del ciberpunk exitoso simuladores de barman". Nicola Hayden de Push Square agregó que" ganando éxito de culto en las áreas más específicas de Internet, VA-11 HALL-A , un simulador de barman cyberpunk, ha logrado provocar un gran alboroto". Pete Davison de MoeGamer elogió a los personajes del prólogo, el diálogo, así como la cohesión entre el juego y la narración de cuentos".

### Post-lanzamiento
Katherine Cross de Gamasutra , aunque no dio un puntaje final, elogió al personaje de Jill por no ser una protagonista tradicional o "en control de mucho" en su mundo, el escenario, así como el elenco "deliciosamente colorido"; y que VA-11 HALL-A exitosamente "hace magia de lo mundano". También exploró los aspectos sexuales del juego, que elogió como realistas. Mike Cosimano de Destructoid le otorgó a VA-11 HALL-A un puntaje de 9/10, refiriéndose a él como un "sello distintivo de excelencia" y complementando el diseño del juego, los personajes, así como la "conexión" entre el jugador. y el protagonista. Cecilia D 'VA-11 HALL-A será "tremendamente impresionante" y un "brillante experimento de narración", que es "una compra obligada para los fanáticos de la ficción interactiva, los juegos retro estilizados, el cyberpunk y las niñas con orejas de gato?". David Roberts de GamesRadar escribió que "la escritura [en VA-11 HALL-A ] es genuinamente estelar"; También elogió el elenco de "personajes coloridos" y la capacidad de reproducción del juego. Roberts lo resumió como un juego "deberías estar jugando".
Sin Vega of Rock, Paper, Shotgun recibió VA-11 HALL-A en general positivamente. Encontró que la escritura era "decente" y los personajes "en general agradables, incluso cuando no son exactamente agradables", y elogió las referencias del juego a los problemas actuales de la cultura pop y el clima de Internet, por ejemplo 4chan , aumento humano y pop fabricado estrellas. La música y el juego también se complementaron, pero la presentación del juego fue criticada, especialmente la presentación del diálogo, que solo ocupa unas pocas líneas por página. Caty McCarthy de Kill Screen escribió que VA-11 HALL-A"voltea las formas atípicas de cyberpunk", y elogió la historia del juego, que "tiene corazón" como una "historia de su gente, sus liliths, sus inteligentes cerebros preservados, sus perros parlantes. Es la historia de Jill y sus clientes, todos se pierden y finalmente encuentran su camino ". Ella lo comparó también con un buen libro, donde "nosotros, el jugador, tomamos el asiento trasero y lo empapamos todo". Se otorgó un puntaje final de 80/100. Zack Kotzer, escribiendo para Motherboard , comparó VA-11 HALL-A con " Ghost in the Shell cumple Cheers", y agregó que lo que hace que el juego sea atractivo es que elige enfocarse en" un rincón muy específico "de un mundo complejo, escribiendo" seguro, hay una guerra urbana que se está gestando afuera, pero dentro de este [bar] hay solo personas. Charla sobre los acontecimientos actuales y la política, la moral y el sexo".
Sin embargo, la crítica de PC Gamer fue más matizada, opinando que aunque "lo que Valhalla está tratando de hacer es interesante", "jugar es aburrido", con críticas dirigidas a la naturaleza repetitiva del juego, así como al tono del juego, lo que deja un " sabor extraño y desagradable en la boca "debido al diálogo a menudo poco realista, para una calificación de 60/100. Muchos de estos sentimientos fueron repetidos por Kate Gray de Eurogamer ; También elogió la premisa como interesante, pero lamentó que " el barman de Valhalla es aburrido", sin el control suficiente del jugador para que el juego se sienta creativo. Adi Robertson de The Verge alegó que algunos críticos consideraron que el diálogo sexualizado del juego de los personajes femeninos no era realista. Ortiz respondió que las interacciones se basaban en sus propias interacciones, incluyendo que "las mujeres siempre han sido más abiertas sobre esos temas que los hombres", pero admitió que "nos escribimos en un rincón haciendo que el elenco sea predominantemente femenino".

### Elogios
VA-11 HALL-A apareció en las listas de los videojuegos más esperados varias veces antes de su lanzamiento. Un artículo del personal de GamesRadar sobre los "12 juegos de PAX East que desearíamos seguir jugando" incluía VA-11 HALL-A ; los elogios se dirigieron a la complejidad del juego y a cómo "puedes decidir darle al cliente la bebida que ordenó, hojear el libro de recetas y arrastrar los ingredientes al mezclador en un minijuego simple, o puedes arruinarlo y darle algo totalmente diferente ", así como las" direcciones muy diferentes "que toma la narración como resultado. De manera similar, Matthew Byrd de Twinfinite clasificó VA-11 HALL-Aprimero en los "10 juegos independientes anticipados que tienes que ver en 2016", escribiendo eso: "Aunque honestamente puedo decir que nunca antes había deseado específicamente un juego de barman cyberpunk, ahora que sé que existe tal cosa, es todo lo que se me ocurre ". Zach Budgor, de Kill Screen, describió al VA-11 HALL-A como uno de sus títulos favoritos en Cyberpunk Game Jam 2014, describiéndolo como "autodenominada 'acción de camarero cyberpunk' con arte detallado y un bajo de LP ' -pesados golpes futuros ". PC Gamer añadió VA-11-A HALL ' prólogo jugable s a su lista de "Los mejores juegos gratuitos para PC". Tras su liberación,etiquetado VA-11 HALL-A como el mejor juego del año, y agregó "en lo que a mí respecta, el resto de 2016 puede irse a casa ahora. Juego del año allí, bam". Faust también señaló que la configuración de la vida útil del VA-11 HALL-A , así como sus personajes, son una desviación de las configuraciones de videojuegos más convencionales. Del mismo modo, Gizmodo UK, el 25 de junio, incluyó a VA-11 HALL-A como su videojuego más recomendado para la semana. Ana Valens de Den of Geek también enumeró VA-11 HALL-A como "una de las grandes novelas visuales de 2016", nuevamente alabando a los personajes del juego y la escritura "poderosa".

## Secuela
Una secuela, N1RV Ann-A , se anunció el 18 de septiembre de 2018 para PlayStation 4, Nintendo Switch y PC. Tiene lugar en Santa Alicia, una isla ficticia en el Caribe, y la protagonista es Sam, una madre trabajadora con un hijo de 8 años que tiene problemas de relación con su pareja, Leon.